# Вінценц Кайзер
Вінценц «Ценц» Кайзер (нім. Vinzenz „Zenz“ Kaiser; 28 лютого 1902, Юденбург — 20 квітня 1945, Нюрнберг) — німецький офіцер, оберштурмбаннфюрер СС . Кавалер Лицарського хреста Залізного хреста.

## Біографія
15 вересня 1927 року вступив у НСДАП (квиток № 54 828), а 10 жовтня 1931 року — в СС (№ 17 127). 14 червня 1934 року вступив в частини посилення СС. З грудня 1938 року — інструктор юнкерського училища СС в Бад-Тельці.
Учасник німецько-радянської війни, командував 1-м, а з 1943 року — 3-м батальйоном моторизованого полку СС «Дер Фюрер» 2-ї танкової дивізії СС «Дас Райх». Вдало керував контратаками в районі Лозової під час третьої битви за Харків, що сприяло швидкому захопленню Харкова. У травні 1944 року направлений в Італію перед очікуваною висадкою союзників. У червні 1944 року переведений в 17-у танково-гренадерську дивізію СС «Гец фон Берліхінген», де в грудні 1944 року очолив 38-ї танково-гренадерський полк СС. У квітні 1945 року із залишків дивізії була сформована бойова група, яку очолив Кайзер.

## Звання
- Унтерштурмфюрер СС (14 червня 1934)
- Оберштурмфюрер СС (15 вересня 1935)
- Гауптштурмфюрер СС (20 квітня 1938)
- Штурмбаннфюрер СС (20 квітня 1943)
- Оберштурмбаннфюрер СС (20 квітня 1944)

## Нагороди
- Золотий партійний знак НСДАП
- Йольський свічник (16 грудня 1935)
- Кільце «Мертва голова» (1 грудня 1937)
- Почесна шпага рейхсфюрера СС (1 грудня 1937)
- Спортивний знак СА в бронзі
- Медаль «У пам'ять 1 жовтня 1938» (1 вересня 1939)
- Залізний хрест
  - 2-го класу (28 липня 1941)
  - 1-го класу (24 серпня 1941)
- Штурмовий піхотний знак в сріблі (1 грудня 1941)
- 4 нарукавних знаки «За знищений танк»
- Нагрудний знак «За поранення» в золоті
  - в чорному (4 листопада 1941)
- Нагрудний знак ближнього бою в золоті
- Німецький хрест в золоті (27 жовтня 1942)
- Лицарський хрест Залізного хреста (6 квітня 1943)

За повідомленням партійного керівництва Нюрнберга, 18 квітня 1945 року Кайзер був нагороджений Лицарським хрестом Залізного хреста з дубовим листям за захист міста під час Імперського партійного з'їзду, проте підтвердження від ОКГ немає. В 1999 році Орденське товариство кавалерів Лицарського хреста визнало нагородження недійсним, оскільки повідомлення йшло від неофіційного джерела.